# Sakya-Schrift-Pagode

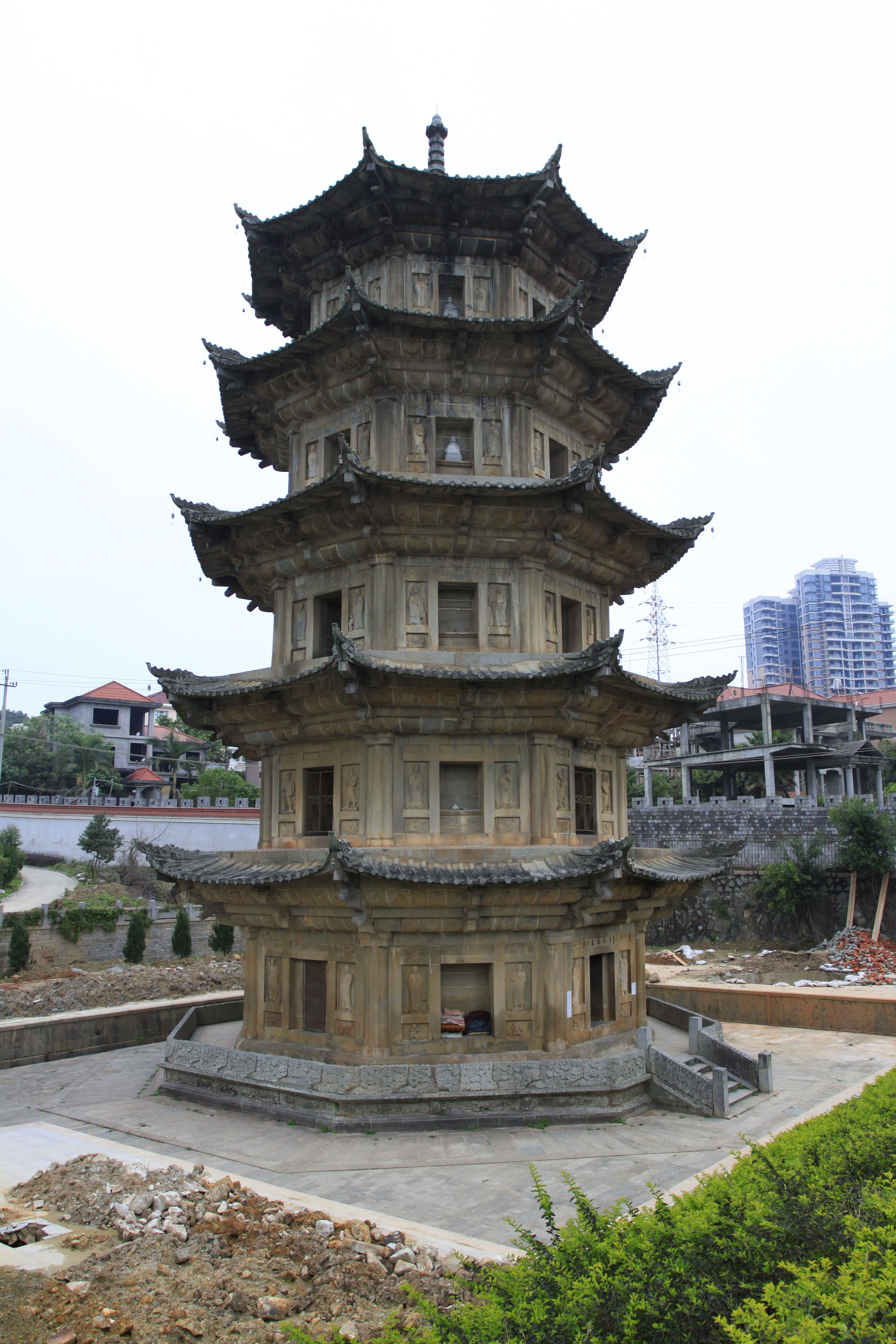
Sakya-Schrift-Pagode (2012)

Die Sakya-Schrift-Pagode (chinesisch 釋迦文佛塔 / 释迦文佛塔, Pinyin Shìjiāwén Fótǎ, englisch Sakya Script Pagoda/Shijiawen Buddhist Tower/Sakya Buddhist Pagoda) im Osten des Guanghua-Tempels (廣化寺 / 广化寺,  Guanghua Si, englisch Guanghua Temple) in der chinesischen Stadt Putian, Provinz Fujian, wurde vor dem Jahr 1165 in der Zeit der Südlichen Song-Dynastie erbaut. Es ist eine 36 Meter hohe fünfstöckige oktogonale Steinpagode, die einem Turm ähnelt. Sie wird auch als „Pagode des Guanghua-Tempels“ (廣化寺塔 / 广化寺塔,  Guanghua Sita, englisch Guanghua Temple Pagoda) bezeichnet.
Eine Besonderheit sind ihre Reliefskulpturen. Die Arhats und Buddha-Bildnisse in vielgestaltigen Ausdrucksformen liefern alle wertvolles Material für die Erforschung von Kunst und Kultur des Buddhismus der Südlichen Song-Dynastie. 
Seit ihrer Fertigstellung hat die Pagode  Taifune, Erdbeben und andere Naturkatastrophen unbeschädigt überstanden.
Die Pagode steht seit 1988 auf der Liste der Denkmäler der Volksrepublik China in Fujian (3-149).